# Comunidad de Herrera de Soria, Nafría de Ucero y Ucero
Comunidad de Herrera de Soria, Nafría de Ucero y Ucero o también denominado San Bartolomé, con código: 42.701, es un territorio de la provincia de Soria, partido judicial de Burgo de Osma, Comunidad Autónoma de Castilla y León, en España, pero no tiene la consideración de entidad local y por ello no está inscrito en el Registro de Entidades Locales. Ver página 99 de

## Situación
Se encuentra en la comarca de: Tierras del Burgo. A una altitud de 985 m s. n. m. Y una extensión de 384,84 ha.
Enclavado entre los términos municipales de Herrera de Soria al Norte, Nafría de Ucero al Suroeste y Ucero al Sur. Así como un mojón común al Sureste con Valdemaluque.

## Administración
Al ser un territorio no municipal sin población, es propiedad y regido por tres Ayuntamientos colindantes: Herrera de Soria, Nafría de Ucero y Ucero.
El criterio jurisprudencial sobre estos territorios es que “... basándose en que legalmente todo el territorio nacional se divide en términos municipales, [de forma que] no pueden quedar espacios territoriales excluidos de ellos (Sentencias de 2 de octubre de 1967, 24 de enero de 1974, 16 de diciembre de 1977 y 17 de marzo de 1980)”. Ver página 99 y 40 de

## Medio ambiente
Todo su término está incluido en la Red Natura 2000 con las siguientes figuras:
- Lugar de Interés Comunitario conocido como Cañón del Río Lobos.[2]
- Zona Especial Protección de Aves conocida como Cañón del Río Lobos.[3]

De igual forma, existen numerosas cuevas y simas. Siendo las más importantes la cueva del Chorrón, la Sima del Carlista y la Cueva Grande 

## Monumentos

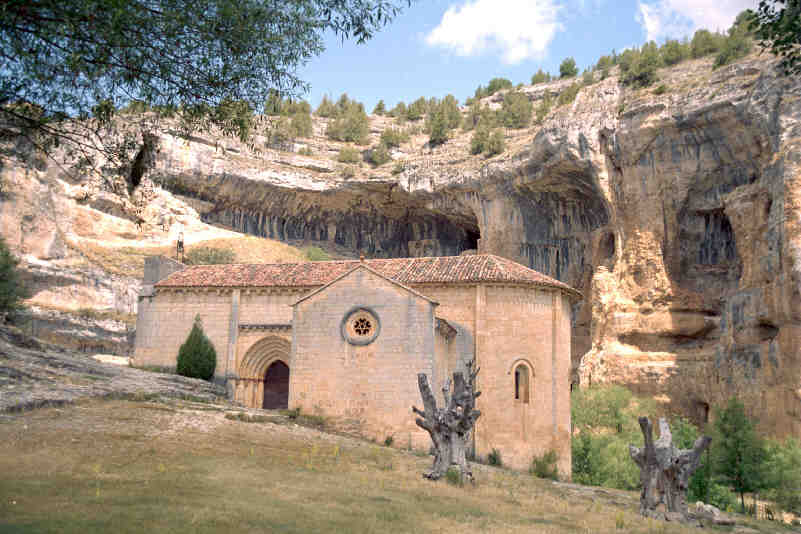
Ermita de San Bartolomé en el Cañón del Río Lobos.

- Ermita de San Bartolomé (Comunidad de Herrera de Soria, Nafría de Ucero y Ucero). Tiene incoado expediente como Bien de Interés Cultural en la categoría de Monumento desde el 7 de enero de 1983.[4]